# Mały Lotek
Mały Lotek – dawna gra liczbowa Totalizatora Sportowego. Jej zaletą była większa szansa na skreślenie poprawnej "piątki", lecz konsekwencją była mniejsza wysokość nagród. W grze losowano 5 z 35 liczb. Możliwe były kumulacje, a wysokość wygranej zależała od tego, ile osób osiągnęło ten sam wynik. Gra organizowana była w latach 1973-1986. Nie była to popularna gra i dlatego Totalizator Sportowy zadecydował o jej zakończeniu. Zastąpiona została grą Super Lotek.
Możliwych układów liczb było mniej niż 325 tysięcy. Dla porównania w Dużym Lotku (obecnie Lotto) istnieje około 14 milionów kombinacji.
Obecnie na tych samych zasadach opiera się gra liczbowa Ekstra Pensja.